# Maria Dolors Duocastella i Roig
Maria Dolors Duocastella i Roig   (Manresa, 1926 - Terrassa, 2014), coneguda com La Suri, va ser una dinamitzadora cultural i artista catalana.
Va néixer a Manresa, on va viure fins als 14 anys, quan es traslladà a Terrassa. Era "besneta d'un carlí, neta d'un comunista i filla d'un republicà de dretes que va ser afusellat el 27 de gener de 1937", com ella mateixa va deixar escrit. Va néixer en una família que cultivava l'art i s'interessava per la política.
En arribar a Terrassa va treballar al teatre i feia recitals de poesia, mentre treballava en una fàbrica tèxtil i estudiava infermeria. Va participar en una reunió de l'Assemblea de Catalunya el 1973, motiu pel qual fou detinguda i empresonada a la presó de dones de la Trinitat.
Fent de model de dibuix a l'escola industrial, va captar l'atenció de Floreal Soriguera, un artista nascut a l'exili francès, amb qui va compartir la seva vida i la seva passió per la cultura. Ambdós van impulsar l'Associació de veïns de Ca n'Aurell.
Està enterrada al Cementiri de Terrassa. La societat terrassenca els va obsequiar amb capgrossos, que van ser Capgròs de l'Any el 1992 i el 2005. El 1995 l'Ajuntament de Terrassa va concedir a la parella la Medalla d'Honor de la Ciutat.